# Schtschaslywe (Oleksandrija)
Schtschaslywe (ukrainisch Щасливе; russisch Счастливое Stschastliwoje) ist ein Dorf im Osten der ukrainischen Oblast Kirowohrad mit 500 Einwohnern (2023).
Am 12. Juni 2020 wurde das Dorf ein Teil der neugegründeten Landgemeinde Popelnaste, bis dahin bildete es die gleichnamige Landratsgemeinde Schtschaslywe (Щасливська сільська рада/Schtschaslywska silska rada) im Südosten des Rajons Oleksandrija.

## Geographie
Das 1886 gegründete Dorf liegt im Süden des Rajon Oleksandrija an der Grenze zum Rajon Petrowe 34 km südöstlich vom Rajonzentrum Oleksandrija, 9 km südwestlich der Fernstraße M 04/ E 50 und des Dorfes Dobronadijiwka. Es hat einen Bahnanschluss an der Bahnstrecke Oleksandija-Pjatychatky.